# Scinax parkeri
A Scinax parkeri a kétéltűek (Amphibia) osztályának békák (Anura) rendjébe és a levelibéka-félék (Hylidae) családjába tartozó faj.

## Előfordulása
A faj Bolíviában valamint valószínűleg Brazíliában és Paraguayban él. Természetes élőhelye szubtrópusi vagy trópusi száraz erdők, szubtrópusi vagy trópusi nedves síkvidéki erdők, nedves szavannák, szubtrópusi vagy trópusi nedves bozótosok, szubtrópusi vagy trópusi időszakosan nedves vagy elárasztott rétek, időszakos édesvízi tavak, legelők, lepusztult erdők.